# Isabelle Knipp
Isabelle Knipp (* 9. Dezember 1993 in Gardelegen) ist eine ehemalige deutsche Fußballspielerin.

## Karriere
Knipp begann 2000 in der F-Jugend beim SSV 80 Gardelegen mit dem Vereinsfußball. Ab 2005 spielte sie parallel in der reinen Mädchenmannschaft SG Altmark-West. 2007 wechselte sie zum Magdeburger FFC. Nach dem Aufstieg der Magdeburgerinnen in die 2. Bundesliga 2009 wurde Knipp mit 15 Jahren bereits im ersten Spiel eingesetzt und erzielte ein Tor.
Zur Saison 2012/2013 wechselte Isabelle Knipp innerhalb der 2. Bundesliga Nord zum Herforder SV. Mit Herford stieg sie 2014 in die Frauen-Bundesliga auf und wurde dort im ersten Spiel am 31. August 2014 erstmals eingewechselt. Die Mittelfeldspielerin verließ im Sommer 2016 den Herforder SV. Im August 2017 unterschrieb Knipp dann beim FF USV Jena in der Frauen-Bundesliga. 2021 beendete sie ihre Karriere bei FC Carl Zeiss Jena.

### Als Trainerin
In der Saison 2014/2015 arbeitete Knipp als Co-Trainerin neben ihrer Herforder Vereinskollegin Giustina Ronzetti bei der B-Jugend des SW Sende. Im Jahr 2022 übernahm sie die sportliche Leitung der Damenmannschaft des FC Carl Zeiss Jena. Ihr Vertrag als Sportdirektorin wurde 2024 um weitere zwei Jahre verlängert.

## Persönliches
Knipp studiert Sportwissenschaften an der Friedrich-Schiller-Universität in Jena (Stand: 2022).

## Erfolge
- Aufstieg in die Bundesliga 2014